# 通唱
通唱（"Sung-through"或"through-sung"）是一个适用于描述音乐剧、音乐电影或是歌剧的音乐术语，指演出中几乎没有人物对白的歌曲连唱表演形式。有时候部分歌曲的歌词中偶尔附带几句对白，但大体上符合其定义，也可视为通唱。但按照习惯，剧中的各种言语表达最好都要以融入宣叙调、咏叙调或是咏叹调等旋律化的方式呈现。